# Sminthopsis archeri
Sminthopsis archeri es un dunnart que fue descrito por primera vez por Van Dyck en 1986 y recibe su nombre por el color castaño en la parte superior de la cabeza.
La longitud es de 9.2 cm, de los cuales 85-105 del hocico al ano y 82-105 mm de la cola. Las patas posteriores miden 17-20 mm, las orejas 17-21 mm y el animal pesa de 16 g.
Esta especie habita en Papúa Nueva Guinea y en Australia, desde la península del Cabo York, en el norte del golfo y alrededor de la costa noreste alrededor del golfo de Carpentaria y la costa oeste de Queensland hasta Brisbane.
La especie está poco estudiada, y hay poca información sobre su comportamiento, pero sí se sabe que se reproduce en los meses de julio a octubre, durante la estación seca.